# Alcotest
Alcotest är ett registrat varumärke i Sverige som tillhör Dräger, nr 0104525. 
Varumärket är registrerat sedan 1962 avseende apparater, redskap och instrument klass 9, 10, 11. Varumärket ALCOTEST används bland annat för Drägers marknadsföring och försäljning av instrument för mätning av alkohol i utandningsluften. 
Alkoholmätning i samband med trafiksäkerhetsarbete är en viktig faktor att minska de 400-500 personerna som dödas varje år i trafiken. Metoderna för detta förebyggande arbete diskuteras flitigt bland lobbyorganisationer, polismyndighet och politiker. Beroende på olyckstyp är det mellan 30 och 50% av dödsfallen som är relaterat till alkohol.